# Driekleurhechtschijfvleermuis
De driekleurhechtschijfvleermuis (Thyroptera tricolor)  is een zoogdier uit de familie van de hechtschijfvleermuizen (Thyropteridae). De wetenschappelijke naam van de soort werd voor het eerst geldig gepubliceerd door Spix in 1823.

## Kenmerken
Dit slanke, tengere diertje heeft een donkerbruine of roodbruine rug en een lichtbruine of gele buik. Bij de duimen, halverwege de vleugelvoorrand, bevindt zich soort ronde zuignap en nog een kleinere op elke voetzool. Met behulp van deze hechtschijfjes hechten het zich vast aan gladde oppervlakten, zoals in de koker van een zich ontrollend blad. De lichaamslengte bedraagt 3,5 tot 4,5 cm, de staartlengte 3 tot 3,5 cm en het gewicht 3 tot 8 gram.

## Leefwijze
Een vreemde eigenschap is, dat het met de kop omhoog slaapt en dat is iets wat andere vleermuizen zelden doen. Het dier slaapt ook wel in groepen tussen jonge bladeren. Er bestaan drie soorten in de Nieuwe Wereld, maar dit is beslist de kleinste. Zijn voedsel bestaat uit kleine ongewervelden, waaronder spinnen. Het dier komt algemeen voor in naald- en gematigde bossen, maar ook in stedelijke gebieden.

## Verspreiding
De soort komt voor in Belize, Brazilië, Colombia, Costa Rica, Ecuador, Frans-Guyana, Guatemala, Guyana, Honduras, Mexico, Panama, Peru, Suriname, Trinidad en Tobago en Venezuela.